# دوست دخترها
دوست‌دخترها (روسی: Подруги) فیلمی در ژانر درام به کارگردانی لف آرنشتام است که در سال ۱۹۳۶ منتشر شد.